# Celso Roth
Celso Roth, conocido generalmente como Celso Roth (nacido el 30 de noviembre de 1957 en Caxias), es un entrenador de fútbol brasileño.

## Carrera como entrenador
El 4 de mayo de 2009, el exentrenador de Gremio se unió a Atlético Mineiro hasta el final de la temporada, sustituyendo a Emerson Leao. El 12 de junio de 2010, Celso Roth fue nombrado como entrenador del Internacional en reemplazo de Jorge Fossati, consiguiendo el título de la Copa Libertadores 2010. El 8 de abril de 2011 fue despedido con una decisión de la reunión de la junta. Él había sido criticado entre los aficionados desde la derrota de Internacional de TP Mazembe en el Mundial de Clubes de semifinales de la Copa partido en diciembre de 2010.

## Clubes

### Como entrenador
| Club                   | País                   | Año       |
| ---------------------- | ---------------------- | --------- |
| Al Qadisiya            | Catar                  | 1988–1990 |
| Indonesia (sub-21)     | Indonesia              | 1990–1991 |
| Catar (sub-21)         | Catar                  | 1991–1992 |
| Al-Etihad              | Catar                  | 1992–1993 |
| Internacional (sub-21) | Brasil                 | 1993–1994 |
| Al-Ahli                | Emiratos Árabes Unidos | 1994      |
| Brasil de Pelotas      | Brasil                 | 1995      |
| Juventus-SC            | Brasil                 | 1996      |
| Esportivo              | Brasil                 | 1996      |
| Internacional          | Brasil                 | 1997–1998 |
| Vitória                | Brasil                 | 1998      |
| Grêmio                 | Brasil                 | 1998–1999 |
| Sport                  | Brasil                 | 2000      |
| Grêmio                 | Brasil                 | 2000–2001 |
| Palmeiras              | Brasil                 | 2001      |
| Santos                 | Brasil                 | 2002      |
| Internacional          | Brasil                 | 2002      |
| Atlético Mineiro       | Brasil                 | 2003      |
| Goiás                  | Brasil                 | 2004      |
| Flamengo               | Brasil                 | 2005      |
| Botafogo               | Brasil                 | 2005      |
| Vasco da Gama          | Brasil                 | 2007      |
| Grêmio                 | Brasil                 | 2008–2009 |
| Atlético Mineiro       | Brasil                 | 2009      |
| Vasco da Gama          | Brasil                 | 2010      |
| Internacional          | Brasil                 | 2010–2011 |
| Grêmio                 | Brasil                 | 2011      |
| Cruzeiro               | Brasil                 | 2012      |
| Coritiba               | Brasil                 | 2014      |
| Vasco da Gama          | Brasil                 | 2015      |
| Internacional          | Brasil                 | 2016      |
| Juventude              | Brasil                 | 2023-     |

## Palmarés

### Como entrenador

#### Torneos regionales
| Título            | Club          | Estado/Región      | Año  |
| ----------------- | ------------- | ------------------ | ---- |
| Campeonato Gaucho | Internacional | Río Grande del Sur | 1997 |
| Campeonato Gaucho | Grêmio        | Río Grande del Sur | 1999 |
| Copa Sur          | Grêmio        | Región Sur         | 1999 |
| Copa do Nordeste  | Sport Recife  | Región Nordeste    | 2000 |

#### Torneos internacionales
| Título            | Club          | Sede         | Año  |
| ----------------- | ------------- | ------------ | ---- |
| Copa Libertadores | Internacional | Porto Alegre | 2010 |

- Datos: Q2079402